# Hannah Hofer
Hannah Hofer (Hall in Tirol, 7 maggio 1981) è una cantante austriaca.

## Biografia
Hannah ha studiato canto alla Powervoice Academy di Hannover e ha in seguito iniziato a lavorare come vocal voach e cantante professionista. Nel 2011, dopo aver firmato un contratto con la Universal, ha pubblicato il suo album di debutto Es muss aussa, che ha raggiunto il ventinovesimo posto nella classifica settimanale degli album più venduti in Austria.
A settembre 2013 è stato pubblicato su etichetta discografica Sony Music il secondo album, Weiber, es isch Zeit!. Ha debuttato terzo in classifica in Austria, passando oltre un anno nella top 75 e venendo certificato disco di platino per aver venduto oltre 15 000 copie a livello nazionale.
Aufstieg, il terzo album, è stato pubblicato ad aprile 2016. Ha debuttato alla terza posizione nella classifica austriaca. A novembre dello stesso anno è stato certificato disco d'oro per le 7 500 copie vendute in Austria. Con il suo quarto album Kinder von Land, uscito nel 2019, ha debuttato per la prima volta in vetta alla classifica.

## Discografia

### Album in studio
- 2011 – Es muss aussa
- 2013 – Weiber, es isch Zeit!
- 2016 – Aufstieg
- 2019 – Kinder von Land
- 2022 – Kuhrios

### Singoli
- 2010 – Magst mi eh / Jo (i gspür di)
- 2013 – Zoags mir
- 2013 – I halts nit aus
- 2013 – Schön, dass es dich gibt
- 2014 – Barfuss
- 2016 – Scheissegal
- 2016 – Hoamat
- 2016 – Himmelwärts
- 2018 – Mama
- 2018 – Aussa mit de Depf
- 2018 – Du bist so schön
- 2019 – Unendlich
- 2020 – Es wird scho glei dumpa
- 2021 – Caterina
- 2022 – Zentrale (Zam zam zam)
- 2022 – Amore in Italia